# Bratenthermometer

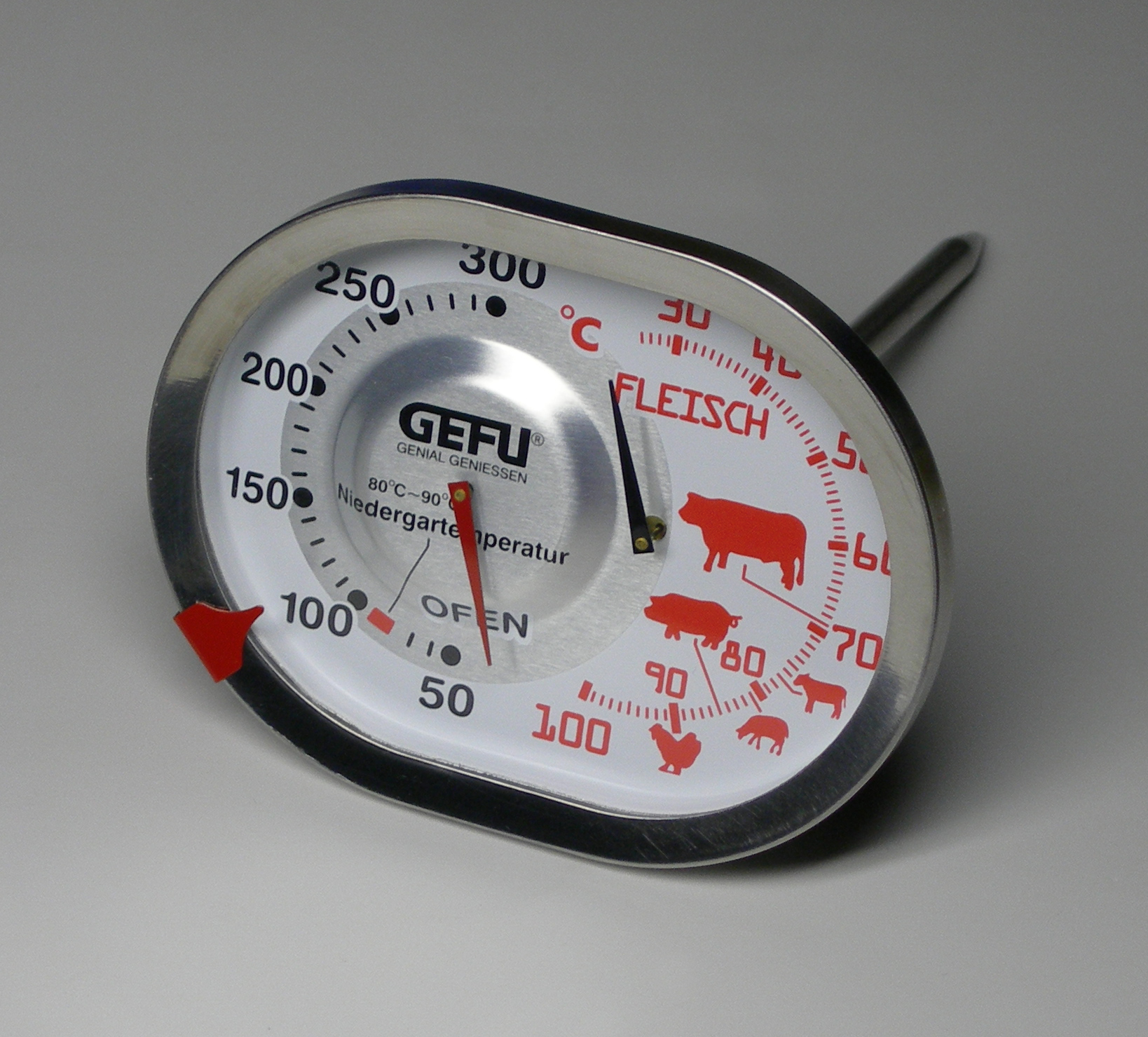
Kombiniertes mechanisches Braten- (rechts) und Backofenthermometer (links)

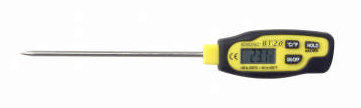
Elektronisches Bratenthermometer

Ein Bratenthermometer dient zur Messung der Kerntemperatur von Braten und anderen Speisen während des Garens. Einsatz findet es vor allem bei der Zubereitung von größeren Fleischstücken im Backofen, teils auch beim Backen von Kuchen. Es ist nicht zu verwechseln mit dem Backofenthermometer, das die Innentemperatur des Ofens misst.
Die Kontrolle durch ein Bratenthermometer ist insbesondere bei der Zubereitung von empfindlichen Fleischstücken wie Roastbeef und dem Garen nach der Niedrigtemperaturmethode sinnvoll.
Um die Kerntemperatur messen zu können, verfügen Bratenthermometer über einen längeren Dorn als Sonde, der so in das Gargut gesteckt wird, dass die Spitze annähernd im Zentrum liegt. An der Spitze der Sonde befindet sich der Messfühler zur Temperaturbestimmung.
Bei herkömmlichen Bratenthermometern ist der Messfühler ein Bimetallthermometer, das durch eine Achse im Dorn mit der außenliegenden Anzeige verbunden ist. Moderne elektronische Bratenthermometer haben stattdessen einen Temperatursensor, der ein elektrisches Signal erzeugt, das üblicherweise digital angezeigt wird. Die herkömmlichen, rein mechanisch arbeitenden Modelle sind hitzebeständig und bleiben während der gesamten Garzeit im Ofen. Die wesentlich schneller und präziser messenden elektronischen Thermometer sind – von der Sonde abgesehen – nicht hitzebeständig. Es gibt sie in zwei Bauweisen: Entweder sind Sonde und Anzeige fest miteinander verbunden, dann wird das Thermometer gelegentlich zur Kontrolle in das Gargut gesteckt und gleich wieder herausgenommen, oder die Sonde ist über ein hitzebeständiges Kabel bzw. per Funkübertragung mit einer Anzeige verbunden, die außerhalb des Ofens liegt. Dann verbleibt die Sonde im Ofen und eine Kontrolle der Temperatur ist – wie bei rein mechanischen Modellen – während der gesamten Garzeit möglich.